# 金沢市立弥生小学校
金沢市立弥生小学校（かなざわしりつ やよいしょうがっこう、英語: Kanazawa Municipal Yayoi Elementary School）は、石川県金沢市弥生1丁目にかつてあった公立小学校。

## 特色
2008年7月28日に発生した浅野川の水害と、小中学生による復旧作業を教訓に、金沢市では7月28日を「全市児童生徒ボランティアの日」に指定してボランティア活動を推進している。弥生小学校は金沢市立野町小学校・中村町小学校・泉中学校と連携した活動が行われていた。また、2009年には動物愛護・世界遺産教育・環境教育・平和教育を主な取り組みとして、ユネスコスクールに指定された。
金沢市内の小学校では各校で独自に通知表に改良が施されている。弥生小学校ではA4判の全12ページからなる通知表が6月・11月・2月の下旬に児童へ配布された。各教科科目の評価はアルファベットや数字による判定ではなく、文章として記述されていた。
春には毎年「観桜会」が開催された。これは、児童が合唱やダンスを披露し、高齢者が昔ながらの遊びを教えるといった、児童と地域の交流会であった。

## 沿革
1915年（大正4年）3月設立の石川県師範学校附属小学校を前身とする。1940年代に金沢市では児童数の増加が見られており、金沢市立弥生小学校はそれを受けて1949年（昭和24年）4月に金沢市立野町小学校弥生分校として開校した。そして、翌1950年（昭和25年）10月に金沢市立弥生小学校として創立した。1959年（昭和34年）9月にはそれまで使用していた師範学校附属小学校時代の校舎が火災で全焼し、1960年（昭和35年）10月に校舎が新築落成した。師範学校付属小学校の象徴であった「ふたば像」も有志により新たに製作された。師範学校時代の守衛舎は校庭に移築され、1997年（平成9年）9月には「ふれあいの家」へ転用された。「ふれあいの家」には師範学校時代のオルガンなどの備品が収蔵された。
1991年には、6年生の女子を対象に、記録映像を視聴した際の練習成果への影響について金沢工業大学などにより研究が行われた。2009年からは「全市児童生徒ボランティアの日」で金沢市立野町小学校・中村町小学校・泉中学校と連携と連携。また同年にユネスコスクールに指定。
児童数の減少が見られ、2014年（平成26年）4月1日に野町小学校と統合する形で廃止となった。開校以降輩出した卒業生は約8000人に上った。後身校として開校した金沢市立泉小学校は、当初、野町小学校の校舎を仮校舎として使用し、その間に新校舎が金沢市立泉中学校との一体型校舎として弥生小学校の跡地に新築され、2017年（平成29年）4月に旧野町校舎から新校舎へ移転した。